# Курихин, Фёдор Николаевич

Фёдор Никола́евич Кури́хин (27 декабря 1881 (8 января 1882) — 17 января 1951 года, Москва) — русский и советский актёр театра и кино. Заслуженный артист РСФСР (1934).

## Биография
Родился в 1881 году.
В 1906 окончил Императорские актёрские курсы при Александринском театре по классу В. Н. Давыдова. Был принят в труппу Старинного театра в Санкт-Петербурге. Организовал в Петрограде Педагогический театр классиков для юношества. В 1919 в Киеве совместно с К. Марджановым и Ю. Озаровским организовал театр «Кривой Джимми». В 1923 году становится актёром Театра вольной комедии, который в следующем году был преобразован в Театр Сатиры. Курихин принимал деятельное участие в создании этого театра и был одним из ведущих актёров.
Умер в Москве в 1951 году. Похоронен на Введенском кладбище (20 участок).
Сын — режиссёр Никита Курихин (1922—1968).

## Роли в театре
"Скороговорщикомъ  затейнымъ
Во всю  резвится,  второпяхъ,—
Курихинъ  Федя  на  Литейномъ,
Въ  ста  восемнадцати  роляхъ!"
(Н.Я. Агнивцевъ, "Принцесса  Моль"; "Санктъ-Петербургъ", изд. театра "Кривой Джимми", Тифлис, 1921г., стр.22)

## Роли в кино
1. 1908 — Что за комиссия, создатель, быть взрослой дочери отцом? — отец
2. 1915 — История одной девушки — Борис Курихин — главная роль
3. 1916 — Тёмный Петроград — главарь
4. 1925 — Трагедия Евлампия Чиркина — Евлампий Чиркин — главная роль
5. 1925 — Статья 123 (короткометражный) — растяпа-красноармеец.
6. 1925 — Сердца и доллары — эпизод.
7. 1925 — Багдадский вор (короткометражный) — гражданин Птицын — главная роль.
8. 1926 — Машинист Ухтомский — эпизод
9. 1927 — Чашка чая — сосед-обыватель.
10. 1931 — Механический предатель — профессор Растяпин — изобретатель «фоновокса»
11. 1932 — Дела и люди — машинист.
12. 1934 — Весёлые ребята — факельщик
13. 1935 — Осадное положение.
14. 1936 — Вратарь — эксцентричный болельщик с больными зубами
15. 1936 — Депутат Балтики — старый доктор (нет в титрах)
16. 1936 — Цирк — капитан Борнео — хозяин дрессированной собачки
17. 1937 — Богатая невеста — дед Наум — Наум Васильевич Воркун, ночной сторож
18. 1940 — Преступление и наказание (короткометражный по М. Зощенко) — сосед Синебрюхов
19. 1940 — Старый наездник  — игрок Саша.
20. 1941 — Как поссорился Иван Иванович с Иваном Никифоровичем — Антон Прокофьевич Голопуз (в титрах роль ошибочно указана — Попопузя)
21. 1942 — Во имя Родины (фильм, 1942) — Александр Васильевич Васин — командир отряда студентов, майор, начальник штаба обороны города.
22. 1943 — Воздушный извозчик — фотограф (нет в титрах).
23. 1946 — Солистка балета — Кузьма — швейцар хореографического училища.
24. 1946 — Первая перчатка — проводник (нет в титрах).

## Озвучивание мультфильмов СССР
- 1945 — Теремок — Волк
- 1948 — Серая Шейка — читает текст